# Clusia niambiensis
Clusia niambiensis är en tvåhjärtbladig växtart som beskrevs av J. J. Pipoly, A. Cogollo P. och M. S. Gonzalez. Clusia niambiensis ingår i släktet Clusia och familjen Clusiaceae. Inga underarter finns listade i Catalogue of Life.